# Meridià 138 a l'oest
El meridià 138 a l'oest de Greenwich és una línia de longitud que s'estén des del pol Nord travessant l'oceà Àrtic, Amèrica del Nord, l'oceà Pacífic, l'oceà Antàrtic, i l'Antàrtida fins al pol Sud.
El meridià 138 a l'oest forma un cercle màxim amb el meridià 42 a l'est. Com tots els altres meridians, la seva longitud correspon a una semicircumferència terrestre, uns 20.003,932 km. Al nivell de l'Equador, és a una distància del meridià de Greenwich de 15.362 km.

## De Pol a Pol
Començant en el pol Nord i dirigint-se cap al pol Sud, aquest meridià travessa:
| Coordenades                               | País, territori o mar | Notes                                                                      |
| ----------------------------------------- | --------------------- | -------------------------------------------------------------------------- |
| 90° 0′ N, 138° 0′ O / 90.000°N,138.000°O  | Oceà Àrtic            |                                                                            |
| 74° 6′ N, 138° 0′ O / 74.100°N,138.000°O  | Mar de Beaufort       |                                                                            |
| 69° 7′ N, 138° 0′ O / 69.117°N,138.000°O  | Canadà                | Yukon Colúmbia Britànica — des de 60° 0′ N, 138° 0′ O / 60.000°N,138.000°O |
| 59° 27′ N, 138° 0′ O / 59.450°N,138.000°O | Estats Units          | Alaska                                                                     |
| 58° 55′ N, 138° 0′ O / 58.917°N,138.000°O | Oceà Pacífic          |                                                                            |
| 60° 0′ S, 138° 0′ O / 60.000°S,138.000°O  | Oceà Antàrtic         |                                                                            |
| 75° 6′ S, 138° 0′ O / 75.100°S,138.000°O  | Antàrtida             | Territori no reclamat                                                      |